# Nguyễn Phúc Miên Vãn
Nguyễn Phúc Miên Vãn (chữ Hán: 阮福綿𡩄; 28 tháng 9 năm 1832 – 1 tháng 9 năm 1895), tước phong Cẩm Giang Quận công (錦江郡公), là một hoàng tử con vua Minh Mạng nhà Nguyễn trong lịch sử Việt Nam.
Một số tài liệu sau này đọc theo âm chữ ở dưới bộ Miên (宀) trong tên ông là Miễn (勉), tuy nhiên, theo Khang Hi tự điển thì chữ Vãn (𡩄) tên ông đồng âm với chữ Vãn (晚) nghĩa là "buổi chiều".

## Tiểu sử
Hoàng tử Miên Vãn sinh ngày 5 tháng 9 (âm lịch) năm Nhâm Thìn (1832), là con trai thứ 59 của vua Minh Mạng, mẹ là Thất giai Quý nhân Đỗ Thị Tâm. Ông là người con thứ năm của bà Quý nhân. Khi còn là hoàng tử, ông là người có học hạnh.
Năm Minh Mạng thứ 21 (1840), vua cho đúc các con thú bằng vàng để ban thưởng cho các hoàng thân anh em, các hoàng tử công và hoàng tử chưa được phong tước. Hoàng tử Miên Vãn được ban cho một con kỳ lân bằng vàng nặng 3 lạng 6 đồng cân.
Tháng 3 (âm lịch) năm Tự Đức thứ 3 (1850), thầy học của các hoàng thân là Võ Xuân Cẩn, đồng thời là cha vợ của vua, dâng sớ nói: "Các hoàng thân phần nhiều chỉ thích chơi đùa, không đến nghe giảng". Vua sai phủ Tôn Nhân xét duyệt thì Miên Vãn cùng hai hoàng thân Miên Tiệp và Hồng Kháng đều chỉ đến nghe giảng có 3 ngày, bị phạt lương 6 tháng. Một số hoàng thân khác cũng bị phạt lương vì việc này.
Mùa xuân năm Tự Đức thứ 5 (1852), Miên Vãn được phong làm Cẩm Giang Quận công (錦江郡公).
Năm Thành Thái thứ 7, Ất Mùi (1895) ngày 13 tháng 7 (âm lịch), quận công Miên Vãn mất, thọ 64 tuổi, được ban thụy là Cung Lượng (恭亮), chiếu theo lệ được cấp tiền tuất 2400 quan, vua gia ơn cho thêm 600 quan tiền nữa. Mộ của ông được táng tại Bình An (nay thuộc Hương Thủy, Thừa Thiên - Huế), phủ thờ dựng ở ấp Đông Trì Tả (thuộc phường Phú Hiệp, Huế).
Quận công Miên Vãn có 10 con trai và 2 con gái. Ông được ban cho bộ chữ Xỉ (齒) để đặt tên cho các con cháu trong phòng.